# Bis(trimetilsilil)amina
La bis(trimetilsilil)amina (también conocida como hexametildisilazano o HMDS) es un compuesto de organosilicio con la fórmula molecular [(CH3)3Si]2NH. La molécula es un derivado del amoníaco con grupos trimetilsililo en lugar de dos átomos de hidrógeno. Un estudio de difracción de electrones muestra que la longitud del enlace silicio-nitrógeno es de 173,5 pm y el ángulo de enlace Si-N-Si de 125,5°, similares al disilazano (en el que los grupos metilo se reemplazan por átomos de hidrógeno), lo que sugiere que los factores estéricos no son un factor en la regulación de los ángulos en este caso. Este líquido incoloro es un reactivo y un precursor de bases que son populares en la síntesis orgánica y la química organometálica. Además, el HMDS también se utiliza cada vez más como precursor molecular en técnicas de deposición química de vapor para depositar películas delgadas o recubrimientos de carbonitruro de silicio.

## Síntesis y derivados
La bis(trimetilsilil)amina se sintetiza mediante la reacción del cloruro de trimetilsililo (TMSCl) con amoníaco:
2(CH3)3SiCl + 3NH3 → [(CH3)3Si]2NH + 2NH4Cl
En su lugar se puede utilizar nitrato de amonio junto con trietilamina. Este método también es útil para el enriquecimiento isotópico de HMDS con 15N.
Las bis(trimetilsilil)amidas de metales alcalinos resultan de la desprotonación de la bis(trimetilsilil)amina. Por ejemplo, la bis(trimetilsilil)amida de litio (LiHMDS) se prepara utilizando n -butillitio:
[(CH3)3Si]2NH + BuLi → [(CH3)3Si]2NLi + BuH
La LiHMDS y otros derivados similares: bis(trimetilsilil)amida de sodio (NaHMDS) y bis(trimetilsilil)amida de potasio (KHMDS) se utilizan como bases no nucleofílicas en química orgánica sintética.

## Uso como reactivo
El hexametildisilazano se emplea como reactivo en muchas reacciones orgánicas:
1) El HMDS se utiliza como reactivo en reacciones de condensación de compuestos heterocíclicos como en la síntesis por microondas de un derivado de xantina:
2) Se ha descubierto que la trimetilsililación mediada por HMDS de alcoholes, tioles, aminas y aminoácidos como grupos protectores o para compuestos de organosilicio intermediarios es muy eficiente y reemplaza al reactivo TMSCl.
La sililación del ácido glutámico con exceso de hexametildisilazano y TMSCl catalítico en xileno o acetonitrilo a reflujo, seguida de dilución con alcohol (metanol o etanol), produce el ácido piroglutámico lactámico derivado con un buen rendimiento.
El HMDS en presencia de yodo catalítico facilita la sililación de alcoholes con excelentes rendimientos.
3) El HMDS se puede utilizar para sililar material de vidrio de laboratorio y hacerlo hidrófobo, o vidrio para automóviles, tal como lo hace Rain-X.
4) En cromatografía de gases, el HMDS se puede utilizar para sililar grupos OH de compuestos orgánicos para aumentar la volatilidad, permitiendo de esta manera el análisis por cromatografía de gases (GC) de sustancias químicas que de otro modo no serían volátiles.

## Otros usos
En fotolitografía, el HMDS se utiliza a menudo como promotor de adhesión para fotorresistencias. Los mejores resultados se obtienen aplicando HMDS desde la fase gaseosa sobre sustratos calentados.
En microscopía electrónica, el HMDS se puede utilizar como alternativa al secado de punto crítico durante la preparación de la muestra.
En la pirólisis (cromatografía de gases) y espectrometría de masas, se añade HMDS al analito para crear productos de diagnóstico sililados durante la pirólisis, con el fin de mejorar la detectabilidad de compuestos con grupos funcionales polares.
En la deposición química de vapor mejorada con plasma (PECVD), el HMDS se utiliza como precursor molecular en reemplazo de gases altamente inflamables y corrosivos como el SiH4, CH4 y NH3, ya que se puede manipular fácilmente. El HMDS se utiliza junto con un plasma de diversos gases como argón, helio y nitrógeno para depositar películas/recubrimientos delgados de SiCN con excelentes propiedades mecánicas, ópticas y electrónicas.